# IMSAI 8080
IMSAI 8080 (8080) је кућни рачунар фирме IMSAI који је почео да се производи у САД током 1976. године.
Користио је Intel 8080A (ријетко) 8080 микропроцесорску јединицу а RAM меморија рачунара је имала капацитет од 256 бајтова.
Био је клон рачунара MITS Altair 8800.

## Детаљни подаци
Детаљнији подаци о рачунару 8080 су дати у табели испод.
|                       |                                                                      |
| 8080                  |                                                                      |
| Произвођач            |                                                                      |
| Тип                   | кућни рачунар                                                        |
| Меморија              | 256 бајтова                                                          |
| Поријекло             | Сједињене Америчке Државе                                            |
| Година                | 1976                                                                 |
| Тастатура             | Нема, прекидачи на предњем панелу се користе за програмирање система |
| Процесор              | ) 8080                                                               |
| Фреквенција процесора | 2 (свака инструкција узима 4 сатна циклуса)                          |
| RAM                   | 256 бајтова                                                          |
| ROM                   | непознато                                                            |
| Текст                 | (опциона 64 x 12 картица)                                            |
| Графика               | Нема                                                                 |
| Боја                  | Нема                                                                 |
| Звук                  | нема уграђени звучник                                                |
| Димензије             | непознато                                                            |
| Портови               |                                                                      |
| Оперативни систем     | непознато                                                            |